# ليكانغر
ليكانغجر (بالنرويجية: Leikanger) هي بلدية في مقاطعة سوغن وفيوردانه في النرويج، تقع على الساحل الشمالي من خلل سوغن. المركز الإداري للبلدية هو قرية هرمانسفارك (Hermansverk)، وهي أيضا المركز الإداري لمقاطعة سوغن وفيوردانه.
يبلغ عدد سكان منطقة ليكانغر/هرمانسفارك الحضرية 2,035 نسمة (2012)، أي حوالي 90٪ من سكان البلدية.

## شعار النبالة
يرجع شعار النبالة إلى عام 1963، ذو خلفية خضراء مع فرع شجرة تفاح أصفر مُعلَّق به تفاحتين وثلاث ورقات. يرمز فرع شجرة التفاح البساتين المتعددة في البلدية، أي إلى الاقتصاد المحلي. وترمز الورقات الثلاثة إلى الأبرشيات الثلاث التي كانت تتكون منها البلدية (قبل أن ينقل اثنان منهم إلى فيك في عام 1992).